# Benedictí de Ceará
El benedictí de Ceará (Conopophaga cearae) és una espècie d'ocell de la família dels conopofàgids (Conopophagidae).

## Hàbitat i distribució
Viu entre la malesa dels boscos del nord-est del Brasil.